# Jan Bots
Jan M. Bots (1951) is een Nederlands ingenieur, hoogleraar Controlling aan Nyenrode Business Universiteit, en directeur postdoctorale controllersopleiding Nivra-Nijenrode School of Accountancy and Controlling.

## Biografie
Jan Bots studeerde vanaf 1969 Werktuigbouwkunde aan de Technische Universiteit Delft en studeerde in 1977 af bij de sectie Industriële Organisatie bij prof. Jan in 't Veld. In 1991 promoveerde hij aan de landbouwuniversiteit Wageningen op het proefschrift De besturing van het primaire agrarische bedrijf : een toepassing van de Wageningse Besturings Benadering in een voorstudie met betrekking tot potplantbedrijven.
Na zijn afstuderen werkte Jan Bots enige jaren bij Fokker en van 1983 tot 1991 aan de Wageningen Universiteit bij de vakgroep Industriële Bedrijfskunde in functies op het gebied van de IT en EDP-Auditing. Vanaf 1997 is hij werkzaam aan de Nyenrode Business Universiteit en werd in 2001 lid van het management team van Nivra-Nyenrode. In 2004 werd hij benoemd tot hoogleraar Controlling.
Bots zit verder in de redactieraad van het tijdschrift Controllers Journaal.

## Publicaties
Jan Bots schreef aan een vijftal boeken en tientallen artikelen. Een selectie:
- 1990. Bestuurlijke informatiekunde : een praktisch studie- en handboek voor de mondige gebruiker van informatiesystemen. J.M. Bots ism E. van Heck en V. van Swede. Rijswijk : Cap Gemini Publishing/Pandata.
- 1991. De besturing van het primaire agrarische bedrijf : een toepassing van de Wageningse Besturings Benadering in een voorstudie met betrekking tot potplantbedrijven. Proefschrift Wageningen.
- 1992. Bestuurlijke informatiekunde in kort bestek. Jan M. Bots e.a. Rijswijk : Cap Gemini Publishing.
- 1999. Management en informatie : leer- en handboek der bestuurlijke informatiekunde. Schoonhoven : Academic Service informatica
- 2006. In control? : over het vakgebied Controlling en zijn beoefenaars[dode link]. Breukelen : Nyenrode Business Universiteit.